# 유점사

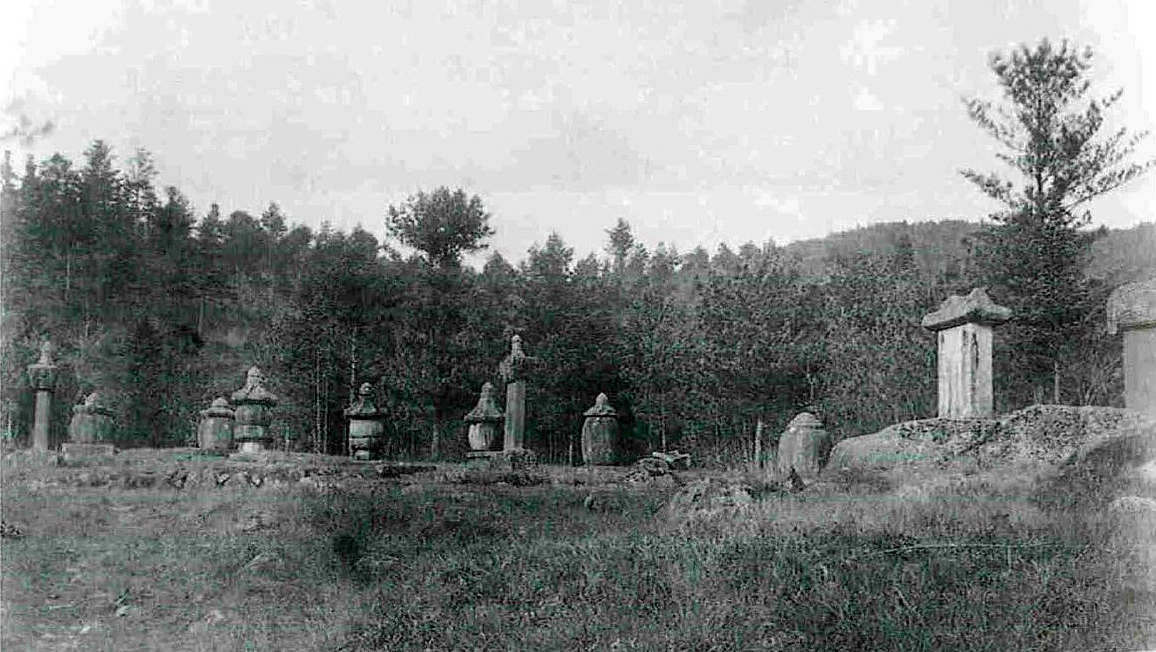
1912년 무렵 승탑들

유점사(楡岾寺)는 강원도 금강산의 외금강 지역에 있는 사찰이다. 조선민주주의인민공화국 영역인 고성군에 있다.
장안사, 신계사, 표훈사와 함께 금강산 4대 사찰 중 하나이며, 금강산에서 가장 오래된 절이기도 하다. 신라 시대에 지어져 고려와 조선 시대를 거치며 크게 융성했고, 일제강점기에도 31본산의 하나로 금강산의 많은 절과 암자를 관리했다.
전설에 따르면 인도에서 석가모니의 죽음 이후 불상을 53개 조성하여 바다에 띄우면서 인연이 닿는 곳으로 가기를 발원했다. 서기 4년인 신라 남해왕 때 수백년 동안 바다를 떠돌던 이 53불상이 타고온 종이 동해를 통해 신라에 도착하여 그 자리에 절을 세웠다는 것이다. 전해지는 창건 연대가 한국에 공식적으로 불교가 전래되기 훨씬 이전이라 대체로 전설로 추정하나, 이를 근거로 남방불교의 전래 시기를 올려잡는 경우도 있다. 일제 강점기까지 유점사 능인전에는 53불 중 50불이 남아 있었다.
조선 왕조의 억불 정책에도 불구하고 불교 성지인 금강산에 자리잡은 유점사는 큰 타격을 받지 않았다. 특히 조선 세조는 유점사를 왕실의 복을 비는 원당으로 지정하고 직접 금강산을 방문하기도 했다. 조선 후기까지도 왕실 원당으로서의 역할을 맡아 왕실의 두터운 지원을 받았다. 인목왕후도 서궁에 유폐되었을 때 친필을 내린 바 있다.
한국 전쟁 중 폭격 피해로 40여 동의 건물이 사라져 폐허가 되고 석등, 석탑을 포함한 문화재도 소실되었다. 북한에서는 미군의 유점사 폭격을 가리켜 "귀축같은 만행"이었다고 비난하고 있다.

## 같이 보기
- 금강산

## 참고자료
- 백유선 (2005년 3월 11일). “금강산이야말로 진짜 부처의 경지 - (금강산 기행기 14) 금강산은 불교의 성지”. 오마이뉴스. 2008년 5월 7일에 확인함.